# Oldřiška Mikundová
Oldřiška Mikundová (* 6. května 1945) byla česká a československá politička Československé strany socialistické a poslankyně Sněmovny lidu Federálního shromáždění za normalizace.

## Biografie
K roku 1976 se profesně uvádí jako dělnice.
Ve volbách roku 1976 zasedla do Sněmovny lidu (volební obvod č. 135 - Valašské Meziříčí, Severomoravský kraj). Mandát obhájila ve volbách roku 1981 (obvod Valašské Meziříčí) a ve volbách roku 1986 (obvod Valašské Meziříčí). Netýkal se ji proces kooptací nových poslanců po sametové revoluci. Ve Federálním shromáždění setrvala až do konce funkčního období, tedy do svobodných voleb roku 1990, v nichž neúspěšně kandidovala do Sněmovny lidu za ČSS.
V roce 1994 se jistá Oldřiška Mikundová uvádí jako členka výboru Českého červeného kříže v obci Prostřední Bečva.